# سراخس التبن العطرية
سراخس التبن العطرية أو سراخس كأسية (الاسم العلمي: Dennstaedtiaceae)، هي واحدة من خمسة عشر فصيلة في رتبة السرخسيات.
تضم 10 أجناس و240 نوعًا معروفًا.